# Antoine Thomson d'Abbadie
Antoine Thomson d'Abbadie (francès: Antoine d'Abbadie)  (Dublín, 3 de gener de 1810 - París, 19 de març de 1897) fou un explorador, geògraf, numismàtic i astrònom francès, particularment famós pels seus viatges a Etiòpia durant la primera meitat del segle xix. Era el germà gran d'Arnaud-Michel d'Abbadie, amb qui va viatjar.

## Biografia
Antoine va néixer súbdit britànic, a Dublín, Irlanda, de pare basc, i cognoms Abbadie Ürrüxtoi (Ürrüstoi, en francès) del territori de Zuberoa i mare irlandesa, d'una família noble parcialment basca de la província francesa de Soule. El seu pare, Michel Abbadie, va néixer a Arrast-Larrebieu. El seu avi Jean-Pierre era abat laic i notari a Soule. La família es va traslladar a França el 1818 i els dos germans van rebre una sòlida formació científica. El 1827, Antoine va rebre una llicenciatura a Tolosa de Llenguadoc. A partir de 1829, va començar la seva educació a París, on va estudiar dret.
El 1835 l'Acadèmia Francesa de les Ciències el va enviar al Brasil per una expedició científica. Els resultats van ser publicats molt més tard, el 1873, amb el títol de Observations relatives à la physique du globe faites au Brésil et en Ethiopie. El jove Antoine va passar un temps a Algèria abans de marxar el 1837 amb el seu germà menor a Etiòpia, desembarcant el febrer de 1838 a Massawa.
Va visitar amb el seu germà diverses parts d'Etiòpia, incloses les zones poc conegudes d'Ennarea i Kaffa, als territoris dels galls. Unes vegades viatjaven junts, mentre que altres ho feien separats. Tots dos van trobar moltes dificultats i també moltes aventures, i van estar implicats en intrigues polítiques, especialment Antoine, que exercitava la seva influència en favor de França i dels missioners catòlics. Després d'haver recollit moltes importants informacions sobre la geografia, geologia, arqueologia, cartografia i història natural d'Etiòpia, a més de diverses notícies sobre les ètnies que hi vivien, inclosos estudis sobre les seves llengües i costums, els germans van tornar a França el 1848 i van començar a organitzar tot el seu material per a la seva publicació.
Antoine va estar implicat en una sèrie de controvèrsies relacionades amb els seus resultats geogràfics. En particular va ser criticat per Charles Tilston Beke, que va atacar la seva credibilitat, especialment pel que fa al viatge a Kana. No obstant això, el temps i les investigacions dels exploradors successius han mostrat que Abbadie era digne de fe pel que fa als fets, encara que estava equivocat en la conclusió, fortament posada en dubte per Beke, que el Nil Blau fos la branca principal.
Els resultats topogràfics de les seves exploracions es van publicar a París entre 1860 i 1873 a Geodèsia d'Ethiopie, amb totes les informacions més importants, il·lustrades en deu mapes.
Del llibre Geographia de l'Ethiopie (París, 1890) va ser publicat només el primer volum. En Un Catalogue raisonné de Manuscrits ethiopiens (París, 1859) es troba la descripció de 234 manuscrits etíops recollits per Abbadie. Recopila també diversos vocabularis, inclòs un Dictionnaire de la langue amariñña (París, 1881), i va preparar una edició del Pastor d'Hermes, amb la versió en llatí, el 1860.
Abbadie va publicar nombrosos treballs sobre la geografia d'Etiòpia, sobre les monedes etíops i sobre les antigues inscripcions. Amb el títol de Reconnaissance magnetiques publicar el 1890 un avançament de les seves observacions sobre el magnetisme, efectuades en els seus nombrosos viatges al Mar Roig i el Llevant mediterrani. Una relació general dels viatges dels dos germans va ser publicada per Arnaud el 1868, amb el títol de Douz ans dans la Haute Ethiopie.

## El "pare dels bascos"

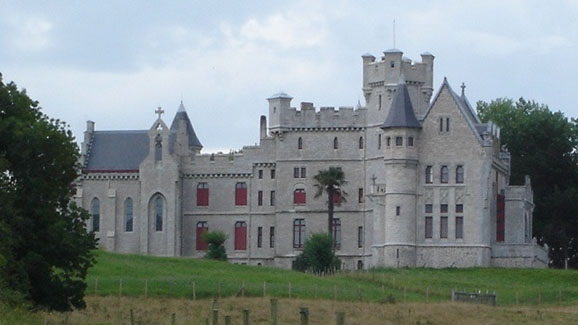
Castell d'Abbadie a Hendaia

Va tenir una intensa relació amb la cultura basca, per la influència del seu pare originari de Zuberoa, i perquè va viure a Urruña (Lapurdi). Als 26 anys va conèixer Augustin Chaho. A la tornada dels seus viatges es va establir a Hendaia, on, amb els guanys dels seus viatges, va fer construir el Castell d'Abbadie, obra de l'arquitecte Eugène Viollet-le-Duc. Va ser un mecenes de publicacions i competicions literàries basques. Va ser conegut com "el pare dels bascos" i ell mateix va reivindicar el Zazpiak Bat per a Bascònia. Va fundar la Societat Lingüística de París. Organitzà els anomenats Jocs Florals (competicions literàries basques) a Urruña, Sara, Donapaleu, etc., sent el primer a impulsar a l'Alta Navarra, a Elizondo, el 25 de juliol de 1879, amb l'Associació Euskara de Navarra. En paraules de l'escriptor Patri Urkizu, "va ser el mecenes i promotor principal del ressorgiment de la llengua i la literatura basca amb la creació dels jocs florals el 1851 […] d'aquí el sobrenom d''Euskalduna Aita' (pare dels bascos) ".
Va morir el 1897 i va deixar a l'Acadèmia Francesa de les Ciències una propietat als Pirineus, que produïa una renda anual de 40.000 francs, per a la realització, en els següents 50 anys, d'un catàleg de mig milió d'estrelles. El seu germà Arnaud havia mort anteriorment, el 1893.

## Condecoracions
Antoine i el seu germà Arnaud van rebre la medalla d'or de la Societat de geografia de París el 1850. Antoine va ser fet cavaller de la Legió d'Honor i es va convertir en membre de l'Acadèmia Francesa de les Ciències.

## Obres
- Catalogue raisonné de Manuscrits èthiopiens, París (1859).
- Résumé Géodésique des positions determinen en Ethiopie, París (1859).
- Geodèsia d'Ethiopie ou Triangulation d'une pàtria de la haute Ethiopie 4 vol. Gauthier-Villars, París (1860-73).
- Observations relatives à la physique du globe, faites au Brésil et en Ethiopie Gauthier-Villars, París (1873).
- Recherches sur la vertical (1881).
- Dictionnaire de la langue Amariñña.
- Reconnaissance magnetiques, París (1890).